# Fábrica Nova da Romeira

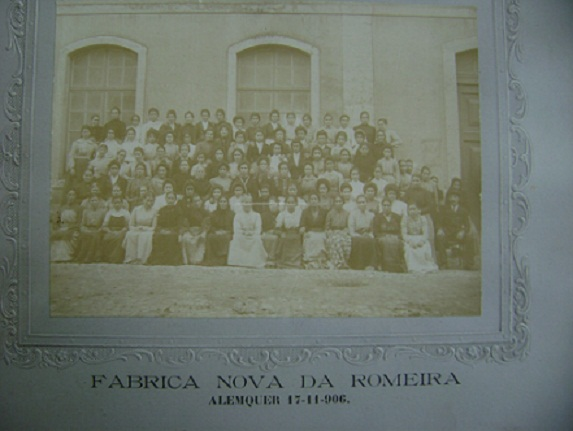
Júlio Lima ao lado das suas 95 fiadoras na Fábrica Nova da Romeira, em 1906

A Fábrica Nova da Romeira foi uma fábrica de fiação e tecidos construída na segunda metade do século XIX, em Triana, Alenquer e desactivada nos anos 60 do século XX. Atualmente é aproveitada pela Câmara Municipal de Alenquer para eventos culturais.
A Fábrica Nova da Romeira está classificada como Imóvel de Interesse Público desde 1996.

## Composição
A Fábrica Nova da Romeira era composta por um conjunto de edifícios: O edifício principal, casa dos maquinistas hidráulicos, oficinas, casa de máquinas de vapor, armazéns, edifício de estamparia, palacete residencial, conjunto habitacional dos técnicos superiores, escadaria monumental, chaminé, tanque de água, mãe de água, casa do motor e anexos, casa do guarda. A arquitectura é industrial oitocentista, tendo sido projectada pelo engenheiro Philippe Linder. Esta fábrica de fiação conferiu a Alenquer alguma importância como centro industrial. Actualmente tem utilização cultural, funcionando como centro de exposições. Foi declarada Imóvel de Interesse Público em 1996, pelo Decreto n.º 2/96 de 6 de Março.

## Cronologia
- 1868 – É vendida por José da Costa a Francisco José Lopes uma azenha denominada da Romeira — feita por Lourenço Martins, no âmbito do morgadio de Santa Catarina, por especial licença de D. Dinis (1303), mantendo-se nesse regime até 1758, data em que se liberta do vínculo;
- 1870 – Início da construção de uma fábrica de lanifícios, que parece ter custado 60 contos de reis;
- 1872 – Inauguração da fábrica, a que se segue fase de aquisição de terrenos e ampliação das instalações;
- 1892 – Trabalhavam na fábrica de lanifícios 280 operários;
- 1899 – Falecimento de Francisco José Lopes, passando a fábrica para a posse dos seus irmãos, Maria e Manuel José Lopes de Oliveira e, por morte destes, para seu sobrinho Júlio António de Amorim Lima;
- 1915 - Na fábrica da Romeira trabalham cerca de 140 operárias;
- Século XX, década de 60 – cessa a produção;
- 1983 – Despacho que determina a classificação do imóvel;
- 1995 – Início de actividade como pavilhão municipal de exposições;
- 2008 - Inauguração do Parque Urbano da Romeira, infra-estrutura dotada de jardins, parque infantil e parque desportivo.